# Барановка (Витебская область)
Барановка (бел. Бара́наўка) — деревня в Витебском районе Витебской области Республики Беларусь. В составе Мазоловского сельсовета.

## География
Находится в 10 км к северо-западу от Витебска. С западной стороны деревня ограничена линией железной дороги (станция Лосвида), за ней деревня Савченки. С восточной стороны — автодорога Р115 (Витебск—Городок).

### Гидрография
700 м южнее деревни протекает река Шестёнка.

## История
Два фольварка «Барановка» появились в начале XIX века, вероятно, в связи с постройкой нового почтового тракта на Санкт-Петербург (через Городок), который был открыт в 1848 году.
В 1903 году была построена Петербург-Витебская железная дорога, на которой была устроена станция «Лосвида» вблизи фольварков.
В 1906 году было уже три фольварка Барановка 1, 2 и 3 Храповичской волости Витебского уезда. Они принадлежали православным крестьянам Лозовскому и Даниловым. Земли 67 дес. удобной, 1 дес. неудобной, 3 дес. под лесом. 3 двора, 10 мужчин, 17 женщин.
С 17 июля 1924 фольварки входят в Долженский сельсовет в составе Северо-Витебского района. Центр — имение Должа. 26 марта 1927 года образован единый Витебский район.
15 февраля 1931 года Витебский район был упразднён, Долженский сельсовет перешел в подчинение Витебского горсовета. С 5 декабря 1936 центр в деревне Уголок. С 27 июля 1937 года Долженский сельсовет в составе восстановленного Витебского района БССР, с 20 февраля 1938 — в Витебской области.
16 июля 1954 года Долженский сельсовет упразднен, территория передана Боровлянскому сельсовету.
22 декабря 1960 года территория Боровлянского сельсовета вошла в состав новообразованного Мазоловского сельсовета.
В 2003 году 9 дворов, 13 жителей.
По переписи 2009 года проживало 6 человек.
В 2014 году в деревне было 3 домохозяйства. Постоянно проживало 4 человека, из них 1 трудоспособного возраста, старше трудоспособного возраста 3 человека.
4 июля 2025 года изменены границы деревни Барановка Мазоловского сельсовета Витебского района, в её черту включён земельный участок площадью 0,0411 гектара.

## Население

### Численность
- 2018 год — 3 двора, 3 жителя

### Динамика
- 2003 год — 9 дворов, 13 жителей
- 2009 год — 6 жителей (перепись населения)[8]
- 2014 год — 3 домохозяйства, 4 жителя
- 2018 год — 3 двора, 3 жителя

## Улицы
- Северная